# Hyagnis vagemaculatus
Hyagnis vagemaculatus är en skalbaggsart som beskrevs av Stefan von Breuning 1938. Hyagnis vagemaculatus ingår i släktet Hyagnis och familjen långhorningar.
Artens utbredningsområde är:
- Angola.
- Zimbabwe.

Inga underarter finns listade i Catalogue of Life.